# Ernst-Marcus Thomas

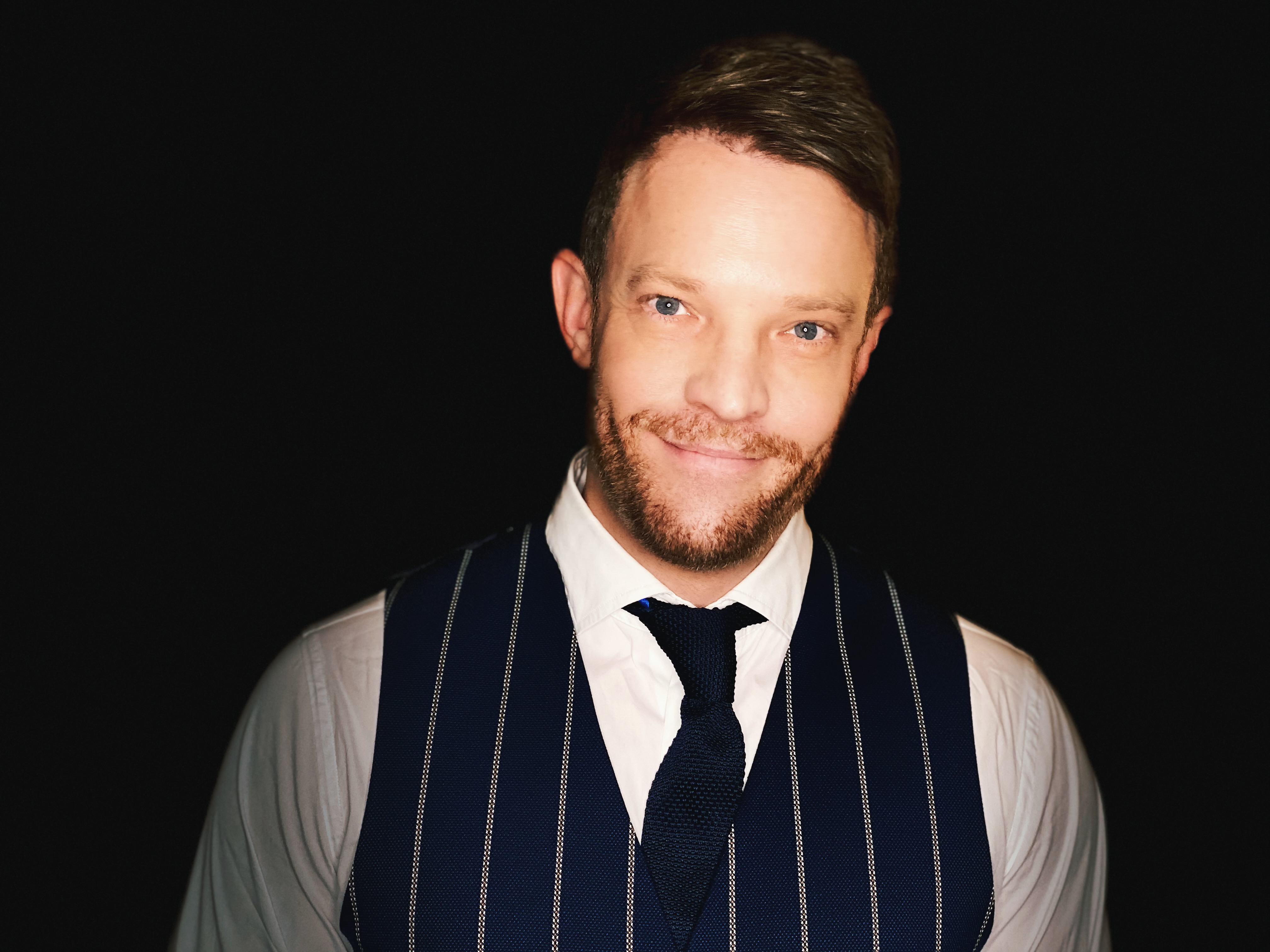
Ernst-Marcus Thomas, 2020

Ernst-Marcus Thomas (* 23. März 1973 in Delmenhorst) ist ein deutscher Fernsehmoderator, Autor und Schauspieler.

## Leben
Während der Schulzeit in Wilhelmshaven nahm er Sprechunterricht und arbeitete in den Ferien als Praktikant bei Radiosendern wie Radio Hamburg und OK-Radio. Nach dem Abitur folgte ein zweijähriges Zeitungs-Volontariat bei der Augsburger Allgemeinen und ein Studium an der Ludwig-Maximilians-Universität in München (Theaterwissenschaft, Völkerkunde und Psychologie). Bei Klaus Schneewind spezialisierte er sich auf den Bereich Persönlichkeitspsychologie. 2003 schloss Thomas das Studium mit dem akademischen Grad eines Magister artium ab. Während des Studiums arbeitete „EMT“ – wie Thomas auch genannt wird – als Sprecher und Radiomoderator.
Nach Tätigkeiten beim Bayerischen Rundfunk (Nachrichten) und bei den Popwellen hr3 und NDR 2 führte ihn das erste Fernseh-Engagement nach Baden-Baden zum damaligen SWF (Philipps Tierstunde). Es folgten weitere Produktionen im SWR Fernsehen und in der ARD. Für den Hessischen Rundfunk moderierte er zwei Jahre lang das Reisemagazin nix wie raus.
Bis 2008 moderierte Thomas im Ersten das ARD-Buffet sowie beim NDR das Wissens-Magazin Plietsch. In der NDR Talkshow sprang Thomas als Moderations-Vertretung von Jörg Pilawa ein. In der ARD-Serie Die Kommissarin und in der Soap Marienhof hatte er zudem mehrere Gastrollen als Schauspieler.
2006 begann Ernst-Marcus Thomas als Talkmaster beim Schweizer Privatsender Star TV in Zürich. Für die Sendung EMT-Talk interviewte er prominente Schweizer. Von 2007 bis 2009 war Thomas auch Chefredakteur des Senders. Im Mai 2008 übernahm Thomas die Moderation des ZDF-Fernsehgartens von Andrea Kiewel. Diese war wegen Vorwürfen der Schleichwerbung beurlaubt worden. Im Mai 2009 kehrte Kiewel in den Fernsehgarten zurück.
Ernst-Marcus Thomas arbeitete als Medien- und Kommunikationstrainer sowie Dozent in der Journalistenausbildung, u. a. an der Zürcher Hochschule für Angewandte Wissenschaften (ZHAW) und der ARD.ZDF medienakademie. Vom Sendestart 2009 bis 2012 war er zudem Moderationstrainer beim Schweizer Sportfernsehen (SSF).
2012 übernahm Thomas die Moderation der gescripteten Talkshow Ernst-Marcus Thomas – Der Talk auf Sat.1. Nach einem 14-tägigen Testlauf mit zehn Folgen wurde am 3. August 2012 die letzte Folge ausgestrahlt.
2013 spielte Thomas in Götz Georges letztem Schimanski die namenlose Rolle eines niederländischen Diplomaten. Im August 2017 spielte er eine Kleinrolle in der Actionkomödie Bad Spies.
Im Jahr 2015 erschienen seine Karriere-Ratgeber Traumberuf Moderator sowie Der perfekte Auftritt. Wie Sie mit einfachen Mitteln Ihre Wirkung verbessern. 2020 veröffentlichte Thomas den Ratgeber Beziehungs-Tango. Wie wir unbewusst die Liebe sabotieren. Darin vergleicht er ungesunde Beziehungen mit einem unheilvollen Tanz aus Anziehung und Abstoßung, der selten zu einem Happy End für alle Beteiligten führt.

## Trivia
Im Jahr 2004 traf Ernst-Marcus Thomas in Köln auf Rudi Carrell. Auf offener Straße sprang Thomas aus dem Taxi, um Kontakt zu Carrell aufzunehmen. Die Aktion war so ungewöhnlich, dass die Geschichte in der offiziellen Carrell-Biographie Rudi Carrell: Ein Leben für die Show landete.

## Moderationen
- 1998–2002: Philipps Tierstunde beim KiKA/ARD
- 2000–2002: nix wie raus beim hr/ARD
- 2002–2005: Oli’s Wilde Welt beim KiKA/ARD
- 2003–2004: Fröhlicher Feierabend beim SWR
- 2003–2004: The beat goes on beim SWR
- 2003–2008: ARD-Buffet im Ersten
- 2003–2008: Kaffee oder Tee beim SWR
- 2004–2006: Gast-Moderationen DAS! beim NDR
- 2005: Hafengeschichten beim NDR
- 2005–2007: Plietsch beim NDR
- 2006: Dirty Dancing beim NDR
- 2006: Moderations-Vertretung NDR Talk Show beim NDR
- 2006: ARD-Ratgeber: Technik bei der ARD
- 2006: Fernseh-Fans beim NDR
- 2006–2009: Talk mit Herrn Thomas bei Star TV in Zürich
- 2008: ZDF-Fernsehgarten beim ZDF
- 2011–2021: WDR 4
- 2012: Ernst-Marcus Thomas – Der Talk bei Sat.1

## Synchrontätigkeiten
- 2012: Süskind, Regie: Rudolf van den Berg
- 2017: Zondag met Lubach, NPO, Niederlande

## Filmografie
- 2000: Marienhof, 15 Folgen, Rolle: Dario, Regie: u. a. Dieter Schlotterbeck
- 2001: Die Kommissarin, (Folge: Todeskuriere), Regie: Charly Weller
- 2002: Marienhof, 2 Folgen, Regie: Dirk Fritsch
- 2008: Wege zum Glück, 1 Folge. Regie: Petra Wiemers
- 2013: Schimanski (Folge: Loverboy), Regie: Kaspar Heidelbach
- 2018: Bad Spies (The Spy Who Dumped Me), Regie: Susanna Fogel

## Bücher
- Theater in der Zirkuskuppel. Grin Verlag, München 2002, ISBN 978-3-8386-6647-1
- Traumberuf Moderator. Hinter den Kulissen der TV-Welt. Tectum-Verlag, Marburg 2015, ISBN 978-3-8288-3532-0
- Der perfekte Auftritt. Wie Sie mit einfachen Mitteln Ihre Wirkung verbessern. Haufe-Verlag, Freiburg 2015. ISBN 978-3-648-07104-5; 3. Auflage, 2019, ISBN 978-3-648-13496-2
- Vom Leichtgewicht zur Muskelmaschine. Riva-Verlag, München 2017, ISBN 978-3-7423-0299-1
- Beziehungs-Tango. Wie wir unbewusst die Liebe sabotieren. Hogrefe-Verlag, Bern 2020, ISBN 978-3-456-86035-0

## Hörbücher
- Gottfried Keller: Kleider machen Leute. Welt der Literatur. Andante Media, München 2000
- Joseph von Eichendorff: Das Marmorbild. Welt der Literatur. Andante Media, München 2000
- Ernst-Marcus Thomas: Der perfekte Auftritt. Wie Sie mit einfachen Mitteln Ihre Wirkung verbessern. Argon Verlag, Berlin 2021
- Han Yang: Söldner Magier. Magie zum Anheuern. Royal Guard Publishing 2022
- Chris Oberg: Likes zahlen keine Rechnungen. Wie Sie Social Media nutzen, um Leads und Kunden zu gewinnen. Virtue Publishing 2022
- Jason Neal: Wahre Verbrechen. Britische Mörder. iDigital Group 2023
- Jason Neal: Wahre Verbrechen. Band 1 bis 3. iDigital Group 2023
- Jason Neal: Wahre Verbrechen. Band 7 bis 9. iDigital Group 2023
- Jason Neal: Wahre Verbrechen. Band 10 bis 12. iDigital Group 2023
- Delta James: Defiant Mate. Eine Kleinstadt-Shifter-Romanze. 2023
- Craig Beck: Kugelsichere Verführung. Wie Sie der Mann werden, den Frauen wirklich wollen. Beck Media 2023
- Sean Alexander: Nüchtern auf einem alkoholisierten Planeten. Ohne Alkohol leben. Addicted2Life Ltd. 2023
- Sean Alexander: Nüchtern auf einem alkoholisierten Planeten. Band II. 3 nüchterne Schritte. Addicted2Life Ltd. 2023
- Jakob Tanner: Arcane Kingdom Online. Die Auserwählten. JST Publishing 2023
- Jakob Tanner: Arcane Kingdom Online 2. Dunkle Magie. JST Publishing 2023
- Jakob Tanner: Arcane Kingdom Online 3. Die gefallene Stadt. JST Publishing 2023
- Jakob Tanner: Arcane Kingdom Online 4. Todeskampf. JST Publishing 2023
- Jakob Tanner: Arcane Kingdom Online 5. Die Belagerung. JST Publishing 2023
- Jakob Tanner: Arcane Kingdom Online 6. Traumdruide. JST Publishing 2024
- Jakob Tanner: Arcane Kingdom Online 7. Die Welt dort draußen. JST Publishing 2024
- Kyla Stone: Auf der Suche nach Licht. Lost Light Serie 1. Paper Moon Press 2024
- Kyla Stone: Auf der Jagd nach Dunkelheit. Lost Light Serie 2. Paper Moon Press 2024
- Kyla Stone: Auf der Spur der Hoffnung. Lost Light Serie 3. Paper Moon Press 2024
- Kyla Stone: Auf der Asche der Welt. Lost Light Serie 4. Paper Moon Press 2024
- Alexander Dragone: Wahre Verbrechen. True Crime - die 90er. 13 schockierende Kriminalfälle aus den 1990er Jahren. Ganesh Media 2025
- Alexander Dragone: Wahre Verbrechen. True Crime - die 2000er. 13 schockierende Kriminalfälle aus den 2000er Jahren. Ganesh Media 2025